# 西川俊男
西川 俊男（にしかわ としお、1925年（大正14年）10月7日 - 2015年（平成27年）1月1日）は、日本の実業家。元名古屋商工会議所副会頭。元日本チェーンストア協会会長。元中京大学ビジネススクール客員教授。 

## 略歴
愛知県愛知郡下之一色町（現：名古屋市中川区下之一色）生まれ。「西川屋」（現：ユニー）の創業者、西川長十の三男。岐阜薬学専門学校（現：岐阜薬科大学）卒業。日本薬化学勤務を経て、家業の衣料品店西川屋の経営に参加。1963年（昭和38年）「西川屋チェン」を設立し、取締役に就任。兄である社長の西川義雄と共に店舗のチェーン化をすすめる。
1971年（昭和46年）名古屋のスーパー「ほていや」と合併し、ユニーを設立、副社長。1976年（昭和51年）社長。1991年（平成3年）会長。1997年（平成9年）名誉会長。2003年（平成15年）5月より特別顧問。
社長就任後、郊外型店の積極的展開や香港進出の拡大路線を進めた。また、米サークルKとの提携や衣料品専門店の設立など、ユニーグループの多角化を進めた。
1986年（昭和61年）11月、藍綬褒章受章。1995年（平成7年）11月、勲三等旭日中綬章受章。 
地元名古屋の男性合唱団「ムッシュかきつばた」の団長や、名古屋軟式野球連盟の名誉会長を歴任した他、1992年には名古屋財界で大相撲の若・貴兄弟後援会を結成、会長に就任して応援した。晩年も各地で講演を行うなど活動が盛んだった。2012年6月までメルコホールディングスの社外監査役も務めていた。
急性心筋梗塞のため死去。享年89。
ユニー株式会社前取締役で、2016年（平成28年）までグループ企業であった株式会社ユーライフ社長の西川俊和は長男。同年に同氏は退任となり、ユニー経営陣から創業家筋のひとつであった「西川家」は全員退くことになった。

## 著書
- 『あすへの小売戦略』 日本経済新聞社、1980年9月。